# Iwonicz-Zdrój
Iwonicz-Zdrój je lázeňské město s památkově chráněnou dřevěnou zástavbou v Polsku, v Podkarpatském vojvodství v okrese Krosno, centrum gminy Iwonicz-Zdrój. Leží v Nízkých Beskydech v údolí potoka Iwoniczanka 15 km od okresního města Krosno. K roku 2024 zde žilo 1 540 obyvatel.

## Název
Podle katolické encyklopedie se název Iwonicze váže ke kultu sv. Iva Bretaňského. Etymologicky pochází název města od jména Ivo (Iwo, Iwon) a nesouvisí se svatým Ivem. V 19. století bylo k názvu přidáno slovo "Zdrój" (Lázně) a v německojazyčném prostředí z haličského období byl Iwonicz-Zdrój známý jako Iwonitz-Bad nebo Iwonicz-Bad.

## Poloha
Město leží v údolí obklopeném bukovo-jedlovým lesem, kterým protéká potok Iwoniczanka (také Iwonka nebo Iwoniczský potok). Na severu a severovýchodě sousedí s vesnicemi Iwonicz a Klimkówka, na jihozápadě s vesnicí Lubatowa a na západě a severozápadě s vesnicemi Lubatówka a Rogi. Na jih od města leží po válce vysídlená lemkovská vesnice Wólka. Ve vzdálenosti 12 km leží lázně Rymanów-Zdrój. Město je obklopené vrcholy Piekliska (447 m n. m.), Borowinowa (506 m n. m.), Glorieta (550 m n. m.), Wólecka (611 m n. m.), Ispak (483 m n. m.), Winiarska (528 m n. m.), Przedziwna (553 m n. m.) a Żabia (550 m n. m.).

## Historie
Okolí lázní Iwonicz-Zdrój bylo osídleno už v pravěku, o čemž svědčí nálezy předmětů z období neolitu. Na kopcích na západ od potoka byly nalezeny stopy po osadě z období lužické kultury a v okolí předměty z Římské říše. V roce 1989 byla na místě cholerového hřbitova odkryta obranná osada z 2.–4. století a v části města Przybyłówka se nacházela raně středověká osada z 13. století. Archeologické nálezy ale nesvědčí o trvalém osídlení území města.
Samotné lázně patří k nejstarším v celém Polsku. Zmínka o místních minerálních pramenech pochází už z roku 1411 a v roce 1464 zde byl postaven dřevěný farní kostel. Lázně jsou poprvé zmiňované v knize Cieplice z roku 1578, kterou napsal dvorní lékař polského krále Štěpána Báthoryho Wojciech Oczko a v roce 1721 jezuita Gabriel Rzączyński popsal místní zdroje ropy. V letech 1769–1772 bojovaly v okolí jednotky Barské konfederace, které podporovali vlastníci lázní z rodiny Ossolińských. Na konci 18. století byl Iwonicz prodaný rodině Załuských, která v roce 1837 založila současné lázně. Załuským patřil Iwonicz až do roku 1945.
V roce 1944 v rámci operace Bouře osvobodila Iwonicz-Zdrój místní jednotka Zemské armády ještě před příchodem Rudé armády a od července do září 1944 v okolí existovala takzvaná Iwoniczská republika (Rzeczpospolita Iwonicka).
K 1. lednu 1956 byl Iwonicz administrativně rozdělen na vesnici Iwonicz a lázně Iwonicz-Zdrój, které získaly v roce 1973 status města.
Historicky ležel Iwonicz-Zdrój na území Ruského vojvodství Polska, rakouské Haliče a v letech 1975–1998 byla administrativně součástí Krosenského vojvodství.

## Lázně
V lázních Iwonicz-Zdrój se zaměřují na léčení nemocí pohybového aparátu, nervové soustavy, trávicího ústrojí, horních cest dýchacích, osteoporózy a revmatologii. Místní termální minerální vody jsou chlorido-uhličito-sodíkaté a jodidové s obsahem volného CO2. Od roku 2019 je v lázních umístěný komplex 4 gradoven, které jsou největší v Podkarpatském vojvodství.

## Památky
Součástí města je památkově chráněné centrum s charakteristickou dřevěnou zástavbou, která pochází z 2. poloviny 19. století a 1. čtvrtiny 20. století. K nejvýznamnějším objektům patří:
- Dřevěný kostel sv. Iva a Panny Marie Uzdravení nemocných s neogotickými prvky postavený v roce 1896 z iniciativy rodiny Załuských. V roce 1995 byl posvěcen nový větší kostel, který stojí vedle starého.[7]
- Starý palác z roku 1840, nyní sídlo představenstva společnosti Uzdrowisko Iwonicz
- Lázeňský dům s kinem z let 1856–1956
- Penzion Bazar z roku 1870, nyní bytový dům
- Kolonáda z let 1860–1930
- Sanatorium Bílý Orel z let 1890–1953
- Sanatorium Pod Jedlou z roku 1870
- Pramen Bełkotka, jehož název je odvozený od charakteristického bublání způsobeného uvolňováním zemního plynu a pomník básníka Wincenty Pola.

Ve městě jsou pomníky připomínající majitele lázní hraběte Karola Załuského, básníká Wincenty Pola, básníka Władysława Belzy, lékaře Wojciecha Oczka, farmaceuty Teodora Torosiewicze, lékaře, rektora Jagellonské univerzity a primátora Krakova Józefa Dietla, papeže Jana Pavla II., nejstarší lázeňskou kapli, Iwoniczskou republiku a Poláky povražděné na východě.

## Kultura
V jednom z památkově chráněných objektů v centru lázní provozuje obec kino Wczasowicz.

## Sport a rekreace
Ve městě působí lyžařský klub Górnik, který se věnuje běhu na lyžích a biatlonu. Klubu patří také nepoužívaný komplex skokanských můstků K60, K40 a K20. V blízkosti skokanských můstků se nachází multifunkční sportovní hřiště a bazén, který byl obnovený v roce 2019. V budovách sanatorií se nachází několik krytých bazénů. Na hoře Winiarska se nachází lyžařský vlek se sjezdovkou o délce 400 m.
Přes Iwonicz-Zdrój vede červená značená cyklotrasa "mezi lázněmi" o délce 24 km a přeshraniční polsko-slovenská cyklotrasa Beskydská muzea o celkové délce 321 km.
Iwonicz-Zdrój je obklopený lesy, které jsou vhodné pro turistiku. Přes lázně vede několik značených turistických tras:
- Hlavní beskydská magistrála mimo jiné na horu Cergowa
- do lázní Rymanów-Zdrój
- na vrchol Żabia góra (550 m n. m.) v Lubatowé
- k dřevěnému kostelu ve vesnici Bałucianka
- k pomníku v Grabińském lese a dřevěnému kostelu ve vesnici Iwonicz
- k dřevěnému kostelíku ve vesnici Klimkówka
- přes pramen Bełkotka na horu Przedziwna (553 m n. m.)